# کلاته غمو
کلاته غمو روستایی در دهستان قاضی بخش سملقان شهرستان مانه و سملقان استان خراسان شمالی ایران است.

## جمعیت
بر پایه سرشماری عمومی نفوس و مسکن در سال ۱۳۹۵ جمعیت این مکان ۶۴۳ نفر (۲۰۳خانوار) بوده‌است.